# Onomástica coreana
La onomástica coreana consiste en un apellido patronímico, seguido por un nombre personal. En Corea del Sur, ambos se componen generalmente de hanja, que son caracteres chinos en la pronunciación coreana. Oficialmente en Corea del Norte no se usa más el hanja para escribir (aunque todavía se entiende), y su uso se restringe a aproximadamente 155 000 caracteres en Corea del Sur.
En la mayoría de los casos, el nombre de familia consiste en una sola sílaba, mientras el nombre personal consisten dos. Al usar idiomas europeos, algunos coreanos guardan el orden original, y otros invierten los nombres para emparejar el orden occidental.
Los nombres personales coreanos se componen generalmente de dos caracteres o sílabas. Pocas personas tienen nombres de uno o tres sílabas, como los políticos Kim Gu y Goh Kun por un lado, y Yeon Gaesomun por el otro. A menudo, las personas con apellidos de dos sílabas tienen nombres personales de una, como el cantante Seomoon Tak.
Los coreanos usan solamente cerca de 250 apellidos. De estos, Kim, Lee y Park son los más comunes. Aunque estos nombres de familia son muy comunes, la mayoría de las personas así llamadas no están relacionadas. Los nombres de familia actuales tienen su origen en el sistema de linajes usado en períodos históricos anteriores. Cada clan es asociado con un lugar específico, como el Gimhae Kim. En la mayoría de los casos, este clan remonta su origen a un antepasado patrilineal común.
En el curso de la historia coreana, el uso de nombres ha evolucionado. Algunos nombres tempranos de acuerdo con el idioma coreano se registran en el período de los Tres Reinos (57 a. C.-668 d. C.), pero fueron sustituidos gradualmente por nombres basados en caracteres chinos con la adopción cada vez mayor de la cultura de ese país. Durante los períodos Mongol y de la dominación Manchú, la clase predominante cambiaba sus nombres coreanos por otros mongoles y manchúes. Además, durante la ocupación japonesa de Corea, entre 1910 y 1945, los coreanos fueron forzados a adoptar nombres japoneses.

## Nombres de familia

La mitad de la población coreana posee los apellidos Kim, Lee, Park, o Choi:
Kim, Gim, Ghim
Lee, Yi, Rhee, Yie
Park, Pak, Bahk
Choi, Choe
Jung, Jeong, Chung, Cheong

Como ya se dijo, actualmente se usan 250 apellidos, más o menos. Cada uno de estos se divide en uno o más clanes (bon-gwan), identificados por la ciudad original del clan. Por ejemplo, el clan más populoso es Gimhae Kim; es decir, el clan Kim de la ciudad de Gimhae. Como en el caso de otras culturas asiáticas del este, las mujeres coreanas guardan sus nombres de familia después del matrimonio, pero sus hijos toman el nombre del padre. Según la tradición, cada clan publica una genealogía comprensiva (jokbo) cada 30 años.
Los apellidos coreanos fueron influenciados por la onomástica china, y casi todos ellos consisten en un hanja y por lo tanto de una sola sílaba. Existen aproximadamente dos docenas de apellidos de dos sílabas, que a menudo no entran siquiera entre los cien apellidos más comunes, como los apellidos chinos. Los cinco apellidos más comunes son llevados por más de la mitad de la población coreana, unos 20 millones de personas para cada caso en Corea del Sur.

### Romanización y pronunciación
A pesar de que los sistemas coreanos oficiales de romanización se usan para nombres geográficos y otros en las dos Coreas, los nombres personales se romanizan generalmente según la preferencia personal. Así, un apellido como "Li" se puede encontrar como "Lee" (por influencia del inglés), "I", "Yi", "Rhi", "Rhee" (otra vez siguiendo la grafía anglosajona) y "Rhie".

## Nombres personales
Tradicionalmente, los nombres personales para los varones se determinaron en parte por los nombres de la generación, una costumbre de China. Uno de los dos caracteres en el nombre es único del individuo, mientras se comparte el otro entre todos los miembros de la generación filial. Por lo tanto, es común que los primos tengan el mismo carácter (dollimja) en la misma posición fija. En Corea del Norte, los nombres de la generación no se comparten más dentro de la familia, pero todavía sí entre hermanos y hermanas.
Los nombres personales se componen típicamente de hanja; en Corea del Norte estos no se usan para escribir, pero los significados todavía se entienden. Por ejemplo, la sílaba ch'ŏl (철,鐵) se usa en los nombres de chicos con el significado de "acero". En Corea del Sur, la sección 37 de la ley del registro de la familia requiere que el hanja en los nombres personales se tome de una lista restricta. El hanja reprobado debe ser representado por hangul (caracteres coreanos) en el registro. En marzo de 1991, el Tribunal Supremo de Corea del Sur publicó la Tabla reconocida de Hanja para el uso personal que permitió un total de 2.854 hanja en nombres coreanos nuevos así como 61 formas alternas. La lista fue ampliada en 1994, 1997, 2001, y 2005. Ahora hay 5.038 hanja permitidos en los nombres surcoreanos, además de una pequeña cantidad de formas alternas.
Mientras que la práctica tradicional todavía se sigue en gran parte, hasta los últimos años 1970 algunos padres daban a sus hijos nombres que son palabras coreanas nativas, usualmente de dos sílabas. La práctica se ha restringido en gran parte a los nombres de niñas. Algunos nombres populares de esta clase son: Haneul (하늘; "Cielo") e Iseul (이슬; "Rocío"). A pesar de esta tendencia alejada de la práctica tradicional, los nombres de personas todavía se registran en Hangul y Hanja (si es posible) en los documentos oficiales, en las genealogías de la familia, y así sucesivamente.

## El uso
El uso de nombres se gobernaba por normas terminantes en la sociedad coreana tradicional. Generalmente se considera grosero tratar a cualquier persona por su nombre personal en la cultura coreana, especialmente al tratar con adultos o gente de mayor edad que uno. Esto es a menudo una dificultad para los estudiantes principiantes de coreano y para los coreanos que aprenden idiomas occidentales.
Una variedad de reemplazos se usa para el nombre real de la persona. Es aceptable entre adultos de estado similar tratar al otro por su nombre completo, con el sufijo ssi (씨) agregado. Sin embargo, es inadecuado tratar a alguien por su apellido solamente, aunque sea con tal sufijo. Siempre que la persona tenga un rango oficial, es típico tratarle con el título de ese rango (Choto), a menudo con el antenombre nim (님) agregado. En tales casos, el nombre completo de la persona puede ser añadido, aunque esto puede también implicar que el hablante tiene un rango social más elevado.
Además, la tecnonimia (la referencia a los padres por los nombres de sus hijos) es una práctica común. Se usa típicamente para referirse a una madre por el nombre de su hijo mayor, como (철수 엄마), "la mamá de Cheol-su". Sin embargo, este uso puede ser extendido a cualquier padre y a cualquier niño, dependiendo del contexto.
Entre niños y sus amigos cercanos, es común usar el nombre de nacimiento. A veces se utilizan apodos, relacionados con su aspecto y su carácter. Por ejemplo, un niño de movimientos lentos puede ser apodado gumbengi, signífica "gusano".

## Historia
El uso de los nombres coreanos se ha desarrollado durante un largo tiempo desde su primer registro conocido, que data de la era temprana de los Tres Reinos, por la adopción gradual de formas chinas de nominación en los reinos centralizados que comenzaron a dominar la vida de los coreanos. Estas costumbres continuaron desarrollándose durante las eras Silla Unificado, Goryeo, y Joseon, con la clase predominante obligada de vez en cuando a adoptar nombres en la lengua de un país conquistador. Para los hombres del rango yangban, un sistema complicado de nombres alternativos, se había desarrollado durante el gobierno de la dinastía de Joseon. Este sistema, incluyendo nombres de cortesía y nombres de la pluma así como nombres póstumos y nombres de la niñez, nació de la tradición del confucianismo. El sistema de nombres de cortesía brotó específicamente de la obra Clásico de Rituales, un texto base del canon confucianista. Este sistema de nombramiento entró a Corea durante la era de los Tres Reinos, pero solamente un puñado de figuras a partir de ese período, como Seol Chong, fueron registradas llevando un nombre de cortesía. La costumbre solamente llegó a estar extendida en el último período Goryeo, cuando el confucianismo cobró aceptación entre los letrados.
Según la historia coreana Samguk Sagi, los primeros nombres de la familia fueron concedidos por los reyes a sus partidarios. Por ejemplo, en el año 33 d. C., el rey Yuri le dio a los seis hombres principales de Saro (Silla) los apellidos Lee (李), Bae (배), Choe (최), Jeong (정), Son (손) y Seol (설). Sin embargo, esta leyenda no recibe generalmente el apoyo de los historiadores modernos, quienes creen que es más probable que los nombres de estilo chino hayan comenzado a usarse en el siglo V y después, cuando los Tres Reinos adoptaron cada vez más el modelo chino.

### Nombres nativos
Antes de la adopción de nombres al estilo chino, los coreanos tuvieron nombres nativos que fueron transcritos en Hanja. A excepción del rey y su familia, la mayoría de ellos no tuvieron nombres de familia. A veces, los nombres dados nativos estaban integrados por tres sílabas, como Misaheun (미사흔; 未斯欣) y Sadaham (사다함; 斯多含). Bajo la influencia de la cultura china durante el primer milenio de la era común, los coreanos adoptaron nombres de familia. Limitada inicialmente a los reyes, la práctica se extendió gradualmente a los aristócratas y con el tiempo al resto de la población.
Goguryeo en Manchuria y el norte de Corea y Baekje al sudoeste de Corea tuvieron muchos apellidos que no fueron chinos. Frecuentemente estos consistieron de dos sílabas y muchos parecen haber sido toponímicos. Según archivos japoneses, algunos caracteres eran pronunciados no según su lectura china sino por la de la lengua nativa, es decir, el coreano. Por ejemplo, el general de Goguryeo Yeon Gaesomun (연개소문; 淵蓋蘇文) te llamaban Iri Kasumi (伊梨柯須弥) en Nihonshoki. Como cheon (천; 泉) en chino, iri habría significado probablemente "fuente" en la lengua de Goguryeo. Los nombres tempranos de Silla también se cree que representaban viejas palabras coreanas; por ejemplo, el nombre de Bak Hyeokgeose era pronunciado como algo parecido a "Balgeonuri" (발거누리), lo que se puede traducir como “mundo brillante”.

### Nombres mongoles
Por un breve período después de la invasión mongol de Corea durante la dinastía Goryeo, los reyes y aristócratas coreanos tuvieron tanto nombres mongoles como chino-coreanos. Los herederos de la clase predominante fueron enviados a la corte de Yuan para estudiar, donde podían adoptar los primeros. Por ejemplo, el rey Gongmin tuvo tanto un nombre mongol Bayan Temür (伯顏帖木兒) como uno chino-coreano: Wang Gi (王祺), que fue cambiado más adelante a Wang Jeon (王顓).

### Influencia del japonés
Durante la ocupación japonesa de Corea, los coreanos fueron obligados para adoptar nombres del idioma japonés. En 1939, como parte de la política de la asimilación cultural (同化政策; dōka seisaku) del Gobernador-General Jiro Minami
Ordenanza N.º 20 (llamó comúnmente la “orden conocida”), fue publicado. Se convirtió en ley interior en abril de 1940.
La ordenanza (Sōshi-kaimei (創氏改名) en japonés) en la teoría permitía, pero en la práctica obligaba, a los coreanos a adoptar nombres personales y apellidos del idioma japonés. Aunque el gobierno general japonés prohibió el carácter de obligación oficialmente, los funcionarios bajos forzaron a los coreanos a acatarla, y para 1944, aproximadamente el 84 por ciento de la población se había colocado apellidos nuevos.
La palabra japonesa soshi significa la creación del apellido japonés, distincto del apellido coreano, o seong. Los apellidos japoneses representan las familias a quienes pertenecen, y pueden ser cambiados por el matrimonio y otros procedimientos, mientras que los apellidos coreanos representan los acoplamientos paternales y por eso son incambiables. Sōshi-kaimei representó una operación dual de ambos los sistemas de apellido japonés y coreano. La política japonesa dictó que cualquier coreano podía colocarse un nombre de familia japonés sin relación con su apellido coreano, o hizo que convierta su apellido coreano a una forma japonesa.
Después de la liberación de Corea de la ocupación japonesa, la orden conocida como "de la restauración" (조선 성명 복구령; 朝鮮姓名復舊令) fue publicada el 23 de octubre de 1946, por la administración militar de Estados Unidos. Aplicada al sur del 38° paralelo Norte, permitió a los coreanos restaurar sus nombres coreanos si así lo deseaban.
Las convenciones japonesas de creación de nombres personales también influyeron los costumbres coreanas tras la liberación, por ejemplo poner el carácter "子" (ko en japonés y ja en coreano, significa "hijo") para hacer nombres femeninos como "玉子" (Tamako en japonés y Okja en coreano). Esta práctica se ve raramente en la Corea moderna, tanto en el norte como en el sur. En Norcorea, una campaña para suprimir estos nombres japoneses comenzó en los años 1970.